# Vasas Akadémia
A Vasas Akadémia egy 2007-ben létrejött intézmény, mely az 1911-ben alapított budapesti Vasas Sport Club labdarúgó utánpótlás nevelésével foglalkozik. Az akadémiai rendszer elsősorban az élsportra fókuszál, elitképzést valósít meg, de a gyerekek élethosszig tartó sportolására való nevelését is nagyon fontos feladatnak tekinti.
A Vasas Akadémia célja, hogy részt vállaljon a magyar labdarúgás utánpótlás-nevelésében és magas színvonalon biztosítsa az ehhez szükséges feltételrendszert. A Vasas Akadémia a Magyar Labdarúgó Szövetség Klublicenc Szabályzat előírásainak megfelelően működtet és versenyeztet utánpótláscsapatokat az országos és a területi szövetség által kiírt versenyrendszerekben, különböző utánpótlás korosztályokban (U7-U19). A Vasas Akadémia 2011. december 9-étől Vasas Kubala Akadémia néven működik tovább.

## Nyitott akadémiai modell
A labdarúgók képzése 6 éves kortól 19 éves korig, a főváros két kerületében (XIII. Fáy utca, II. Pasaréti út) párhuzamosan zajlik. A 2011/2012-es szezonban a Vasas mintegy 550 labdarúgóval rendelkezik. A képzési rendszerben jelenleg 18 korosztályos csapat 30 szakképzett edző (vezetőedzők, pályaedzők, kapusedzők, koordinációs edzők, stb.) felügyeletével vesz részt. A szakmai stáb minden tagja a szükséges licenc tanfolyamok birtokában dolgozik

## A család az első
A Vasas Akadémia működésében elsődleges szempont a labdarúgók tanulmányainak és a felkészülésnek, valamint a versenyeztetésnek az összehangolása. Szakmai filozófiánk egyik sajátossága, hogy a képzés kizárólag a vidéki labdarúgók esetében épül bentlakásos rendszerre. Az igényes kollégiumi elhelyezés mindenki számára biztosított, de akinél ez megoldható, kifejezetten tanácsoljuk, hogy továbbra is családi körben töltse hétköznapjait. Ezzel a Vasas egyedüli sportszervezetként kínál alternatívát a zárt rendszerű akadémiai képzéssel  szemben.

## Szakmai program
A Vasas szakmai programja elsősorban az utánpótlás labdarúgók elit képzésére fordít hangsúlyt, kiemelten kezeli a fiatal futballisták felkészítését egy professzionális labdarúgó pályafutásra. Egy több lépcsős kiválasztási folyamatot követően az elit színvonalú képzésben 12-15 éves kor között Pasaréten, míg 16-19 éves kor között Angyalföldön részesülnek az Akadémia labdarúgói.

## Képzési filozófia címszavakban
- labdarúgót képzünk, embert nevelünk
- az élsportolói státuszt önként vállalt tevékenységnek tekintjük
- színvonalas és sokoldalú oktatás biztosítunk
- ez edzésenként akár sok száz labdaérintést jelenthet, amelyet a fejlődés egyik kulcsának tartunk
- sokszínű segédeszköz használatra van lehetőség
- nagy létszámú szakmai stábot foglalkoztatunk: lelkes, felkészült és céltudatos edzőket, jó pedagógiai érzékkel
- személyre és egyénre szabott tehetséggondozást adunk
- az emelt szintű egyéni képzésre külön hangsúlyt fektetünk
- hiszünk a nemzetközi versenyeztetésben
- fontos a klubhoz, csapathoz történő érzelmi kötődés kialakítása
- a 100 éves labdarúgó hagyomány ápolása

## Létrejöttének háttere
1911. március 16-án alakult meg a Vas- és Fémmunkások Sportklubja. Ma 17 szakosztályt működtet a saját erejéből. A piros-kék színeket választó klub a „magyarországi vasmunkások szövetség” budapesti helyi csoportjának tagjaiból alakult meg. Alig egy év elteltével a labdarúgókhoz már csatlakoztak a birkózók és a kerékpározók is. Valamivel később az atléták, a kézilabdázók, sakkozók, tornászok, majd a természetbarátok bővítették a sportágak körét. 1945 után alakult meg többek között női a röplabda, illetve a férfi vízilabda is.

## Labdarúgás Pasaréten
A 90-es évek közepén szállt be támogatóként a Vasas labdarúgó utánpótlás csapatok életébe az akkor már elismert üzleti vállalkozásként működő Euroleasing Rt. Sok-sok bajnoki cím és sikeres nemzetközi kupaszereplés mellett utánpótlás válogatottak és későbbi felnőtt válogatottak sora került ki a Vasas SC akkori játékoskereteiből. (pl: Vaskó Tamás, Feczesin Róbert, Demjén Gábor, Gyánó Szabolcs stb.) Az angyalföldi éveket egy hosszabb újpesti ( 2000-2003) és egy rövidebb ferencvárosi kitérő követte, majd az Euroleasing égisze alatt működő szakmai stáb kivonult az utánpótlás labdarúgás világából. Később kezdett körvonalazódni a Pasaréti Sportcentrum tervezete és egy profi utánpótlás műhely gondolata.

## Vasas Akadémia
A Vasas Akadémia csapatai a Vasas Sport Club „elit” labdarúgó utánpótlás csapatai. Az ide bekerült ifjú labdarúgók feltett szándéka hogy egyszer profi labdarúgóvá váljanak. A Vasas Akadémia  mindenkori első korosztálya az országban egyedülálló módon[forrás?] az U12-es korcsoport. A Vasas SC az MKB-Euroleasing-gel karöltve 2007-ben lerakta az alapjait egy új típusú rendszernek. A magas színvonalú labdarúgóképzést megpróbálta összhangba hozni az általános iskolai és gimnáziumi oktatással.
Az akadémiai rendszerű képzés a nyugati futballkultúrákban bevett szokás. A legtehetségesebbnek tartott sportolók kerülhetnek be az akadémiára, többlépcsős kiválasztás után. A szűk értelemben vett labdarúgó tudáson kívül, az élettani adottságok, a mentális-pszichés alkalmasság is igen fontos tényező.
A Vasas Akadémia a lehető legmagasabb szintű képzést biztosítja sportolói számára. Az egyes korosztályokkal két edző, plusz kapusedző, plusz mozgáskoordinációs edző foglalkozik rendszeresen. A sportolók számára a sportoláshoz szükséges felszereléseket a klub biztosítja. Az gyerekek számára adott az állandó orvosi háttér, sőt még táplálkozásuk is sport dietetikus által összeállított étrend szerint történik. A fiatal labdarúgók a hazai bajnoki- és kupaküzdelmek mellett rendszeresen megmérkőznek Európa topcsapataival is. (pl. AC Milan, FC Bayern München...) A távol lakó sportolók számára biztosított a kollégiumi elhelyezés, míg a közelebb lakókat külön busz hozza-viszi az iskola és lakhelyük között. A fiatal labdarúgók a sport mellett a tanulásra is nagy figyelmet kell, hogy fordítsanak. Ennek érdekében klubunk külön pedagógusokat is alkalmaz, akik a délutáni órákban - edzés előtt és/vagy után - jól felszerelt tanulószobában segítenek a gyermekeknek a tanulásban.A Vasas Akadémia az U 12-es korosztálytól kezdve biztosítja emelt szintű képzését a sportolók számára. A képzés "oroszlánrésze" a Pasaréti Sportcentrumban történik, ahol a klub fiatalabb korosztályainak egy része is tanul.
A Labdarúgó Iskola ténylegesen 2005. augusztus 1-jén kezdte meg működését, ezt egy hosszú szervező munka előzte meg. A műfüves pálya építése mellett a megfelelő sportfelszerelések, egyéb praktikus kisegítő eszközök beszerzése és az edzői csapat felállítása komoly utánjárást igényelt. Kialakult hét csapat kerete. 2007 szeptemberében elindult a Vasas Akadémiai projektje, amelynek  a keretein belül a Diana utcai iskolában elindult az első saját labdarúgó osztály is. Az új rendszernek megfelelően U11-es korosztályig mind a Fáy utcai oldalon, mind a pasaréti oldalon párhuzamosan zajlik a képzés. U12-es korosztályban a két oldal legtehetségesebb játékosaiból és az országos válogató legügyesebb gyerekeiből állítjuk össze a friss akadémiai korosztályt.
A 2008-as év több szempontból is döntő jelentőségű volt az akadémia számára. Az 1995-ös csapat megnyerte a kiemelt országos nagypályás bajnokságot, valamint az 1996-os csapat két nagypályás nemzetközi tornát is megnyert nagyon komoly ellenfeleket megelőzve.
Jelenleg a Vasas Sport Club egyetlen fővárosi sportegyesületként saját maga kezeli három budapesti, állami tulajdonú létesítményét, sikeresen működteti azokat saját forrásból, és jelentős fejlesztéseket hajt végre illetve tervez végrehajtani a közeljövőben.
Hosszú tárgyalások eredményeként 2004 novemberében kelt az a szerződés, amelynek keretében a Kincstári Vagyonigazgatóság 49 évre átadta az egyesület által használt három sportingatlan vagyon kezelői jogait a Vasas SC-nek. A vagyonkezelői jog átvételével egy időben a Vasas SC Vasas Pasarét Kft. néven egy közös céget hozott létre az MKB-Euroleasing Rt.-vel. Az 50-50%-os tulajdonosi szerkezetű cég elsőrendű célja a Pasaréti úti sporttelep fejlesztése, fenntartása és az ottani szakosztályok támogatása- elsősorban az utánpótlásra koncentrálva. 2005 márciusa óta rengeteg fejlesztés történt meg a sporttelepen, többek között: műfüves pálya építése, rekortán futópályával, kosárlabda csarnok kialakítása, étterem kialakítása, új öltözők, fitnesz terem és konditerem építése stb. A Pasaréti Sportcentrumban kezdte meg 2005 nyarán a működését a Vasas Pasarét Labdarúgó Iskola, majd 2007 őszén a Vasas Akadémia.
A Fáy utcai Vasas központ fejlesztése elsősorban méreténél fogva igényli a legnagyobb idő- és munkafordítást. A sporttelep fejlesztéseinek első üteme 2008 májusában fejeződött be. A Vasas Uniqua Edzőközpont 6 műfüves és 1 füves pályával, új öltöző komplexummal épült meg, és a fejlesztések még tartanak. Új irodaépület, új kézilabda- és birkózócsarnok, 6-10 ezer fős labdarúgó-stadion jelenti a következő lépcsőfokot.

## Utánpótláscsapatok versenyeztetése
- U19 MLSZ I. osztály
- U18 MLSZ I. osztály
- U17 MLSZ I. osztály
- U16 MLSZ I. osztály
- U15 MLSZ I. osztály
- U15 BLSZ U15
- U14 MLSZ II. osztály közép A
- U13 MLSZ I. osztály
- U13 BLSZ U13
- U12 MLSZ II. osztály közép A
- U11 BLSZ U12
- U11 BLSZ U12
- U10 Ligabajnokság
- U10 Ligabajnokság
- U9 Bozsik-program
- U9 Bozsik-program
- U8 Bozsik-program
- U8 Bozsik-program
- U7 Bozsik-program
- U7 Bozsik-program

A tehetséggondozás két fő pillérjét a magas edzői létszám és a kiemelt nemzetközi versenyeztetés adja. A Vasas labdarúgói a két saját rendezésű nagytornán (Vasas Intesa Sanpaolo Nemzetközi Gyermeklabdarúgó Torna, Farkas János Nemzetközi Utánpótlás Torna) túl, számtalan nemzetközi megmérettetésen bizonyíthatnak, ami egy szezon alatt csapatonként átlagosan 15 pályára lépést jelent.

## Eredmények
- Olimpia: 40 arany-, 15 ezüst- és 32 bronzérem
- VB: 42 arany-, 62 ezüst- és 50 bronzérem.
- EB: 39 arany, 63 ezüst- és 109 bronzérem.
- BEK: 7 aranyérem
- KEK: 3 aranyérem
- Magyar Kupa: 36 aranyérem
- Felnőtt OB: 1447 aranyérem

### Hazai eredmények
2006-2011 között az U12-19-es korosztályok különböző országos bajnokságokban összesen 13 dobogós helyezést értek el (ebből 3 bajnoki cím: 2008 U13, 2009 U 15, 2010 U15).

### Nemzetközi eredmények
Az U15-ös csapat a 2010-es Premier Nike Cup-ban, Magyarországról egyedüli kvalifikáltként végzett a sorozat európai döntőjében az előkelő 8. helyen. Az U19-es csapat 2010-ben a Gothia Cup elnevezésű ifjúsági világtornán ezüstérmes lett.